# Birkenhof (Dorfen)

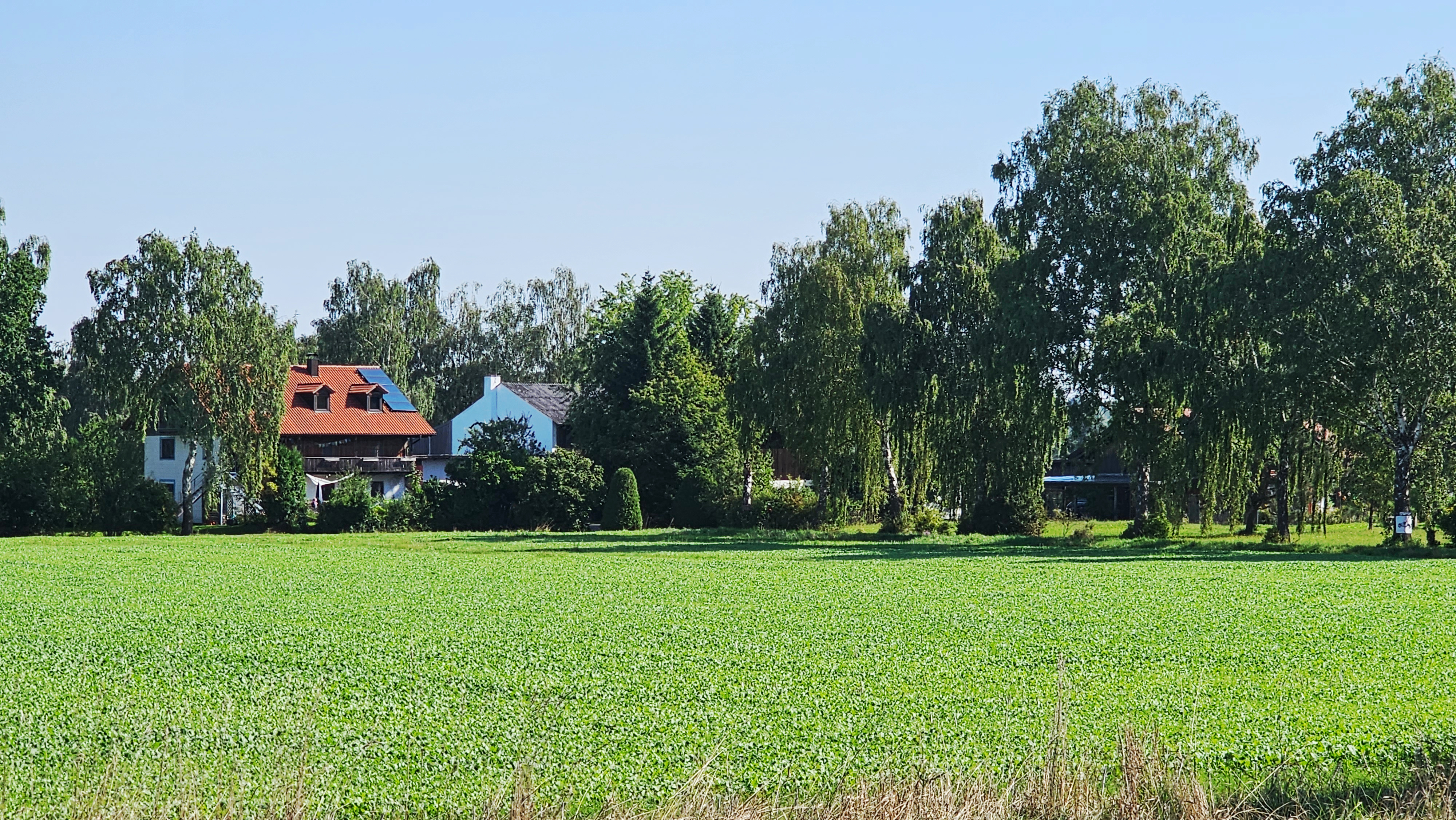
Birkenhof von Südwesten

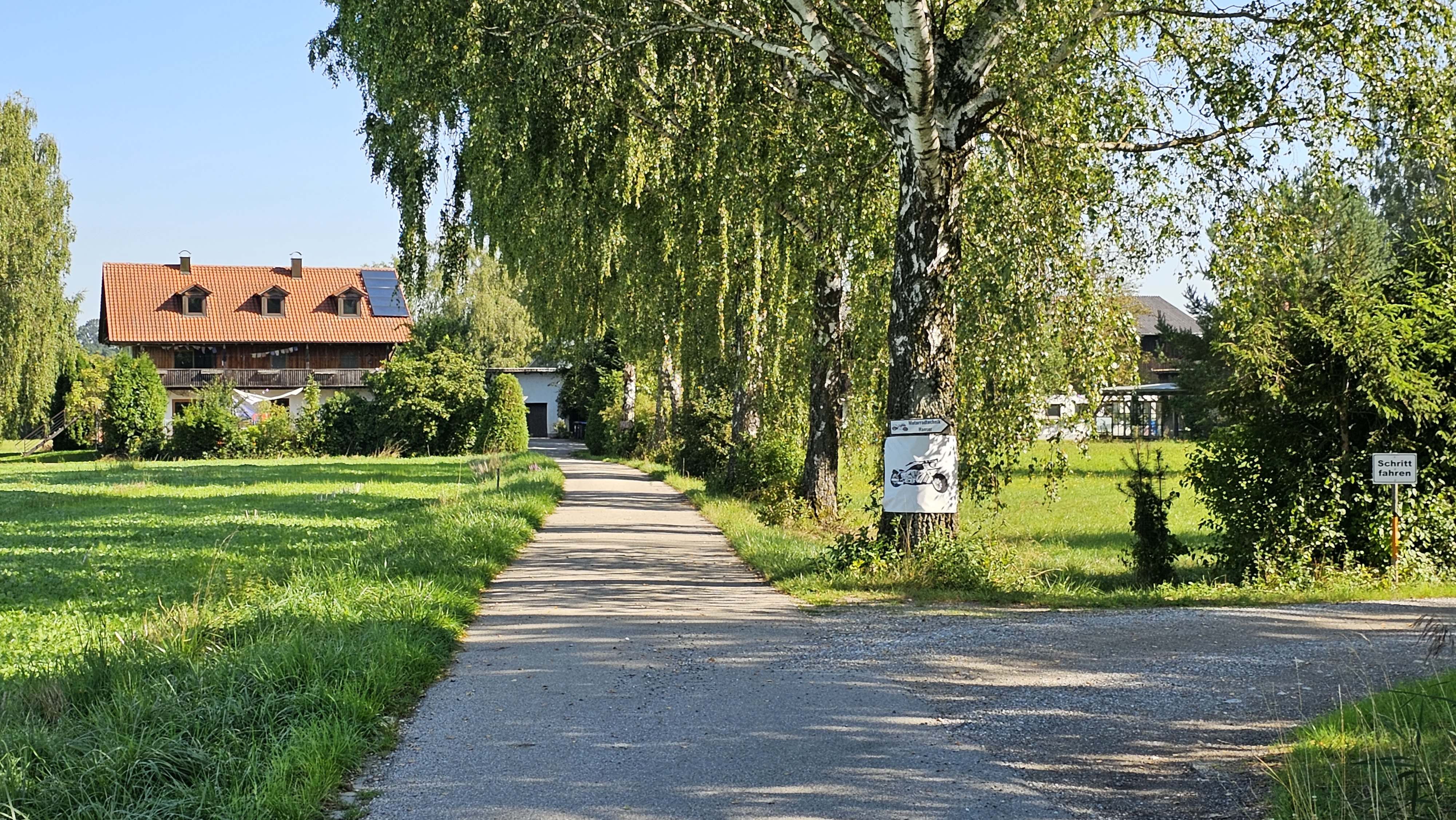
Birkenhof von Süden

Die Einöde Birkenhof ist einer der jüngsten Gemeindeteile der Stadt Dorfen im bayerischen Landkreis Erding. Bis zur Gebietsreform im Jahr 1972 gehörte der Ort zur Gemeinde Hausmehring. Der damalige Hausmehringer Bürgermeister Sebastian Wohlsager ließ ihn 1962 für sich selber als Aussiedlerhof errichten. Er liegt 200 m nördlich von Kloster Moosen Siedlung und etwa 300 m östlich vom Dorfener Stadtteil Am Brühl. Bis 1972 lag er nahe der Gemeindemitte Hausmehrings.

## Sebastian Wohlsager
Sebastian Wohlsager wurde am 1. August 1914 in Kloster Moosen geboren. Nach langjährigen Kriegsdienst und anschließender Gefangenschaft (1945–1946) übernahm er den elterlichen Bauernhof. Von 1948 an wurde er zum Langzeit-Bürgermeister von Hausmehring. In seiner Amtszeit siedelten sich mehrere Industrie- und Handwerksbetriebe an und initiierte das Anlegen der Kloster Moosener Siedlung und die planmäßige Dorferweiterung von Oberhausmehring. Nach der Eingliederung von Hausmehring in die Stadt Dorfen war Wohlsager von 1972 bis 1978 2. Bürgermeister. Neben seiner Tätigkeit als Bürgermeister und Landwirt war er Funktionär der Raiffeisenkassen Hausmehrings und Dorfens. Von den 1970er Jahren bis kurz vor seinem Tod am 22. Januar 1999 fuhr er die Schulkinder aus dem Gebiet der ehemaligen Gemeinden Schwindkirchen, Schiltern und  Hausmehrings Süden nach dem Nachmittagsunterricht nach Hause. Für seine Verdienste wurde er mehrfach ausgezeichnet, so bekam er unter anderem 1969 die Verdienstmedaille des Verdienstordens der Bundesrepublik Deutschland und 1974 den Verdienstorden der Bundesrepublik Deutschland.